# 1995 DN1
1995 DN1 är en asteroid i huvudbältet som upptäcktes 22 februari 1995 av den japanska astronomen Takao Kobayashi vid Ōizumi-observatoriet.
Asteroiden har en diameter på ungefär 12 kilometer.